# Loodafwijking
De loodafwijking is het verschil tussen de richting van de loodlijn, getoond door het paslood, en de richting van de aardstraal naar het middelpunt van de Aarde. 

## Oorzaak van de loodafwijking
Door de middelpuntvliedende kracht, als gevolg van de rotatie van de Aarde om haar as worden de loodlijnen, gegeven door het paslood, van de aardas weggeslingerd. Dit resulteert in een afwijking tussen de richting van de loodlijn en de richting van de aardstraal vanuit het middelpunt van de Aarde.
Deze afwijking wordt loodafwijking genoemd.
De richting aangegeven door het paslood is de evenwichtstoestand tussen twee krachten, namelijk de aantrekkingskracht naar het zwaartepunt van de Aarde enerzijds en de middelpuntvliedende kracht, haaks op de aardas, anderzijds.

## Vier vooronderstellingen
1. Bij een stilstaande en bolvormige aarde wijzen alle loodlijnen naar het zwaartepunt van de aarde, wat tevens het middelpunt is. In elk punt op de omtrek staan de loodlijnen haaks op het raakvlak met het aardoppervlak.
2. Bij een draaiende en bolvormige aarde staan de loodlijnen niet haaks op het raakvlak, maar worden door de middelpuntvliedende kracht buitenwaarts, richting evenaar geslingerd. Hierdoor wijzen de loodlijnen naar een punt op de aardas lager dan het middelpunt.
3. Bij een stilstaande en ellipsvormige aarde staan de loodlijnen niet haaks op het raakvlak en wijzen naar het middelpunt van de Aarde.
4. Bij een draaiende, afgeplatte aarde staan de loodlijnen haaks op het raakvlak van de Aarde en snijden de aardas onder het middelpunt van de Aarde. De gevolgen van de middelpuntvliedende kracht, namelijk de afplatting van de aarde enerzijds en de naar buiten geslingerde loodlijn anderzijds, heffen elkaar op.
Door de afplatting van de Aarde wijken de geografische breedtegraden af van de geocentrische breedtegraden.
De geografische breedtegraden zijn gebaseerd op de stand van de zon wanneer deze in het lentepunt staat, en waarbij de evenaar het nulpunt is, terwijl de geocentrische breedtegraden de hoeken aanduiden van op elk punt op het aardoppervlak die de straal van uit dat punt vormt met het evenaarsvlak. Bij een bolvormige aarde zouden beide graadaanduidingen samenvallen, terwijl bij een afgeplatte aarde, op de 51ste breedtegraad bijvoorbeeld, deze breedtebepaling 17,8 km uit elkaar ligt. Hierdoor is de 51ste geografische breedtegraad eigenlijk de 50,84ste geocentrische breedtegraad. 
Plaatsbepaling op aarde en aan de hemelkoepel gebeuren op grond van de geografische breedtegraden.
Wat de berekening van de loodafwijking betreft, is het verschil van het resultaat uiterst gering, daarom is de berekening hieronder gebaseerd op een roterende bolvormige aarde.

## Berekening van de loodafwijking
Als voorbeeld volgt nu de berekening van de loodafwijking op de 51ste breedtegraad:
De omtrek van het snijvlak van de 51ste breedtegraad is gelijk aan de omtrek van de Aarde (40075 km), vermenigvuldigd met de cosinus van 51° (0,62932), dus:
40075 km x 0,62932 = 25220 km
De straal van dit vlak bedraagt:
25220 km : 2pi = 4014 km
De omwentelingssnelheid op deze breedtegraad is gelijk aan de omtrek van dit snijvlak, gedeeld door de juiste duur van één omwenteling in seconden, nl. 86164s of 23u 56m 04s.
De omwentelingssnelheid is dus:
25220 km : 86164 s = 0,293 km/s of 293 m/s
Door de draaiing van de Aarde ontstaat de middelpuntvliedende kracht, die haaks staat op de aardas en die als volgt wordt berekend:
snelheid² gedeeld door de straal (in meter) of:
293 m/s² : 4014000 = 0,02134 m/s²
Om het effect te kennen van deze kracht op de theoretische loodlijn van een bolvormige Aarde, moet de horizontale middelpuntvliedende kracht vermenigvuldigd worden met de sinus van 51°(0,7771); dit is:
0,02134 m/s² x 0,7771 = 0,01659 m/s²
Dit is de effectieve middelpuntvliedende kracht, haaks op de aardstraal. Door deze waarde (x 100) te delen door de valversnelling, bekomen wij de loodafwijking in cm per meter; dit is:
(0,01659 x 100) : 9,81 = 0,1691 (cm/m)
Bij het berekenen van de loodafwijking valt het op dat deze het grootst is op de 45ste breedtegraad en dat de loodafwijking op gelijke afstand van deze breedtegraad, zowel naar boven als naar beneden, symmetrisch afneemt.
Het snijpunt van de loodlijnen met de aardas wordt als volgt berekend:
(loodafwijking in cm per meter x aardstraal) gedeeld door (cosinus breedtegraad x 100.000)
(0,1691 x 6378000) : (0,62932 x 100.000) = 17,137 km onder het middelpunt van de Aarde

## Vergelijkingstabel volgens breedtegraad
tussen de loodafwijkingen op diverse breedtegraden, op een bolvormige en draaiende Aarde:
| breedtegraad | afwijking per meter | afwijking in graden | snijpunt loodlijn/aardas onder middelpunt aarde |
| ------------ | ------------------- | ------------------- | ----------------------------------------------- |
| 1°NB         | 0,0060 cm           | 0,003               | 0,385 km                                        |
| 10°NB        | 0,0591 cm           | 0,034               | 3,829 km                                        |
| 30°NB        | 0,1497 cm           | 0,086               | 11,025 km                                       |
| 45°NB        | 0,1728 cm           | 0,099               | 15,592 km                                       |
| 60°NB        | 0,1497 cm           | 0,086               | 19,097 km                                       |
| 80°NB        | 0,0591 cm           | 0,034               | 21,716 km                                       |
| 89°NB        | 0,0060 cm           | 0,003               | 22,048 km                                       |

Dat betekent dat, op een gebouw van 100 m hoog, op de 45ste breedtegraad, de loodafwijking 17,28 cm bedraagt.
De hier gegeven loodafwijkingen t.o.v. de aardstraal zijn groter dan de afwijking t.o.v. de rechte hoek op de raaklijn van het ellipsvormige aardoppervlak. Beide fenomenen zijn veroorzaakt door de middelpuntvliedende kracht en de gevolgen compenseren elkaar gedeeltelijk. Zie vooronderstelling 4 hierboven.

## Snijpunt van de loodlijnen met de aardas
Het punt waar de loodlijnen de aardas snijden varieert naargelang de breedtegraad. Hoe verder van de evenaar, hoe lager het snijpunt ligt onder het middelpunt van de aarde.
Zie tabel hierboven.

## Afplatting van de Aarde
Twee afstandsmetingen, met behulp van GPS, volstaan om de afplatting van de aarde aan te tonen:
Werkelijke afstand van evenaar naar de 45ste geografische breedtegraad: 4985 km.
Werkelijke afstand van 45ste geografische breedtegraad tot pool:	5017 km.
Echter, op een bolvormige aarde en volgens de geocentrische breedtegraden zouden beide afstanden gelijk zijn, namelijk: 5001 km.	
Het verschil tussen de geografische 45ste breedtegraad en de geocentrische 45ste breedtegraad is dus 16 km.